# Río Torete
Río Torete är ett vattendrag i Spanien.   Det ligger i provinsen Provincia de Soria och regionen Kastilien och Leon, i den centrala delen av landet, 130 km nordost om huvudstaden Madrid.